# Ligusticum discolor
Ligusticum discolor là một loài thực vật có hoa trong họ Hoa tán. Loài này được Ledeb. mô tả khoa học đầu tiên năm 1829.